# Milij Balakirjev
Milij Aleksejevič Balakirjev (rusko Ми́лий Алексе́евич Бала́кирев), ruski skladatelj, dirigent in pianist, * 21. december 1836 (2. januar 1837, ruski koledar) Nižni Novgorod, Ruski imperij (sedaj Rusija), † 29. maj (16. maj) 1910, Sankt Peterburg, Ruski imperij (sedaj Rusija).
Balakirjev je najbolj poznan po tem, da je združil skladatelje ruske peterke, z izjemo Orientalske fantazije Islamey (za klavir) pa je do današnjih dni priljubljenost njegove glasbe upadla